# Кути (округ Сениця)
Кути (словац. Kúty) — село, громада округу Сениця, Трнавський край. Кадастрова площа громади — 27.16 км².
Населення 4016 осіб (станом на 31 грудня 2020 року).

## Історія
Кути згадується 1392 року.

## Географія
Протікає канал Бродське-Кути.

## Населення
| Рік:            | 1994. | 2004.   | 2014.   | 2024.   |
| --------------- | ----- | ------- | ------- | ------- |
| Кількість осіб: | 4093  | 4129    | 4053    | 4008    |
| Різниця:        |       | +0,87 % | -1,84 % | -1,11 % |

| Рік:            | 2023. | 2024.   |
| --------------- | ----- | ------- |
| Кількість осіб: | 4012  | 4008    |
| Різниця:        |       | -0,09 % |